# Grafika

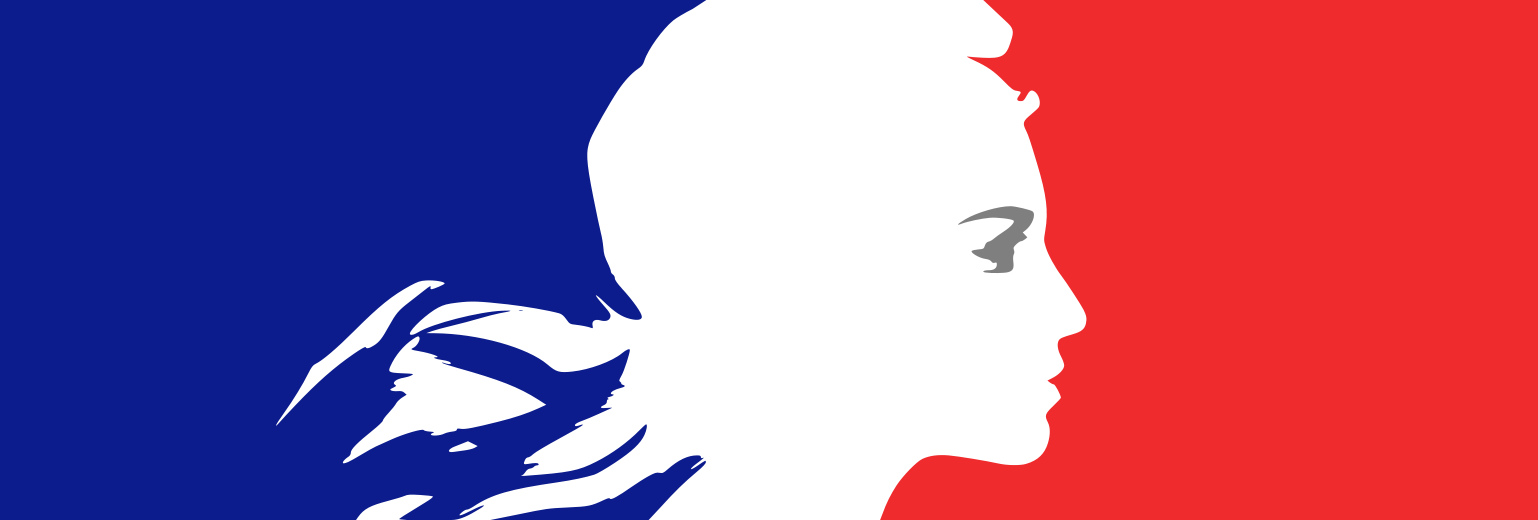
Logo Republiki Francuskiej z 1999 będące przykładem grafiki użytkowej

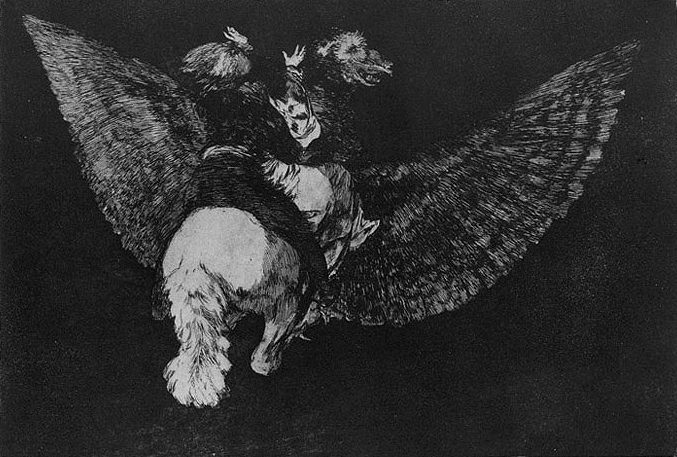
Przykład grafiki artystycznej (Francisco Goya)

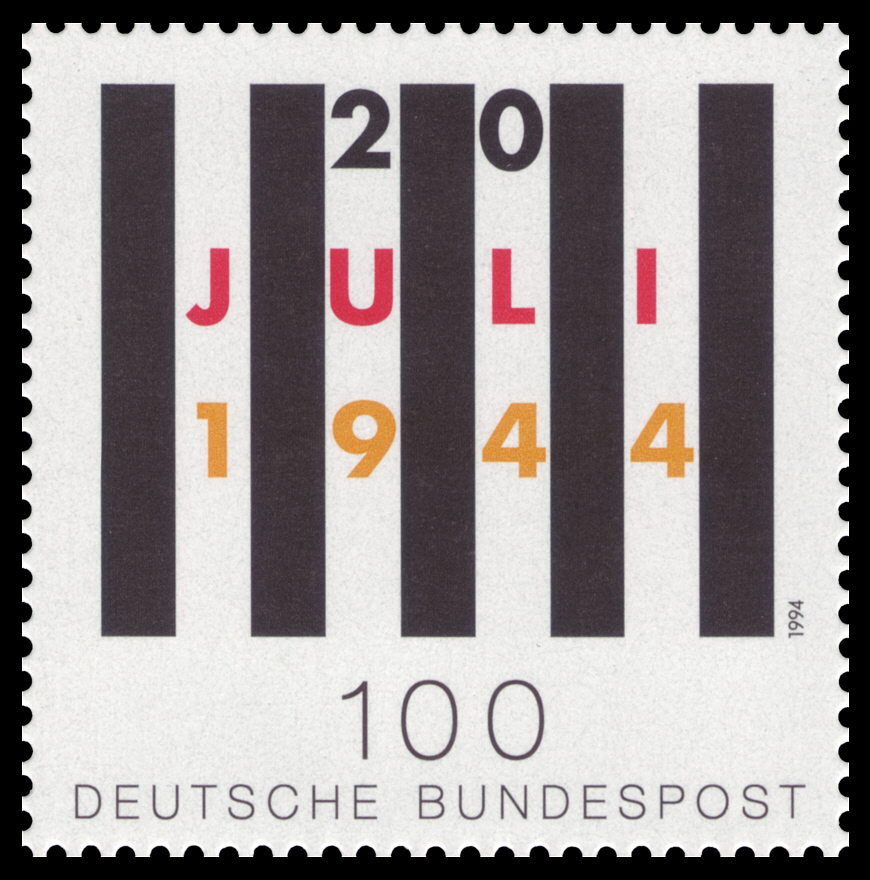
Przykład grafiki użytkowej – znaczek pocztowy upamiętniający zamach na Hitlera.

Grafika – jeden z podstawowych obok malarstwa i rzeźby działów sztuk plastycznych. Obejmuje techniki pozwalające na powielanie rysunku na papierze lub tkaninie z uprzednio przygotowanej formy. 
Zależnie od funkcji rozróżniamy grafikę artystyczną zwaną też warsztatową oraz grafikę użytkową zwaną też stosowaną.
Grafika artystyczna (warsztatowa) wyróżnia się skupieniem w rękach artysty całego procesu twórczego od projektu przez wykonanie matrycy do wykonania odbitek — rycin, które mają wartość oryginalnych dzieł sztuki. Liczba odbitek uzyskanych z jednej płyty zależy od techniki.
Grafika użytkowa to dziedzina grafiki i drukarstwa artystycznego służąca celom użytkowym. Związana jest z rynkiem wydawniczym i reklamą. Grafika użytkowa obejmuje plakaty, ilustracje, druki okolicznościowe, magazyny, gazety, znaczki pocztowe, banknoty, ekslibrisy i liternictwo.

## Podział technik poligraficznych
Techniki poligraficzne dzielone są na grupy ze względu na sposób opracowania matrycy (np. cięcie, trawienie) i materiał, z którego jest zrobiona (np. drewno, gips, miedziana płyta). Istnieją trzy podstawowe grupy:
1. techniki druku wypukłego polegają na żłobieniu w matrycy linii i płaszczyzn, które mają pozostać niewydrukowane – na odbitce ślad pozostawią wypukłe części formy drukowej; są to m.in. drzeworyt, kamienioryt, linoryt, gipsoryt, pirografia, cynkoryt, korkoryt, fleksografia;
2. techniki druku wklęsłego polegają na żłobieniu lub trawieniu w matrycy linii i płaszczyzn, które odbiją się na papierze:
- techniki suche (ryte): miedzioryt, staloryt, sucha igła (suchoryt), ceratoryt, kamienioryt, mezzotinta (sztuka czarna);
- techniki trawione: akwaforta, akwatinta, miękki werniks, odprysk, heliograwiura, fluoroforta;
- techniki metalowe – te z technik suchych i trawionych, które do wykonania matrycy wykorzystują metalową płytkę;

3. techniki druku płaskiego polegają na takim spreparowaniu matrycy, aby część nie pokryta rysunkiem była odporna na przyjmowanie farby drukarskiej; zaliczamy do nich: litografię, algrafię, cynkografię (cynkotypię), monotypię.
Poza tymi trzema grupami istnieje jeszcze druk sitowy oraz druk cyfrowy. Pierwszy różni się od technik z ww. grup tym, że farba jest przetłaczana przez matrycę, a wykorzystywany jest w technice serigrafii. Druk cyfrowy natomiast, w odróżnieniu od reszty, nie wymaga użycia formy drukowej.

## Historia grafiki w Polsce
Grafika pojawiła się w Polsce w II połowie XV wieku. Na przełomie XV i XVI stulecia na terenie dzisiejszego Wrocławia drzeworyty po raz pierwszy posłużyły jako ilustracja książkowa. Dla drzeworytników z Małopolski i Śląska inspiracją stały się miedzioryty niemieckiego artysty Wita Stwosza, które wykonał podczas pobytu w Krakowie, stylem podobne do jego Ołtarza Mariackiego.
W XX wieku historia grafiki w Polsce obejmuje nazwiska takich artystów jak Jerzy Panek, Józef Gielniak, Władysław Skoczylas, Andrzej Strumiłło i wielu innych.